# Pierre de Meuron
Pierre de Meuron (* 8. května 1950, Basilej) je švýcarský architekt a spoluzakladatel architektonické kanceláře Herzog & de Meuron.

## Biografie

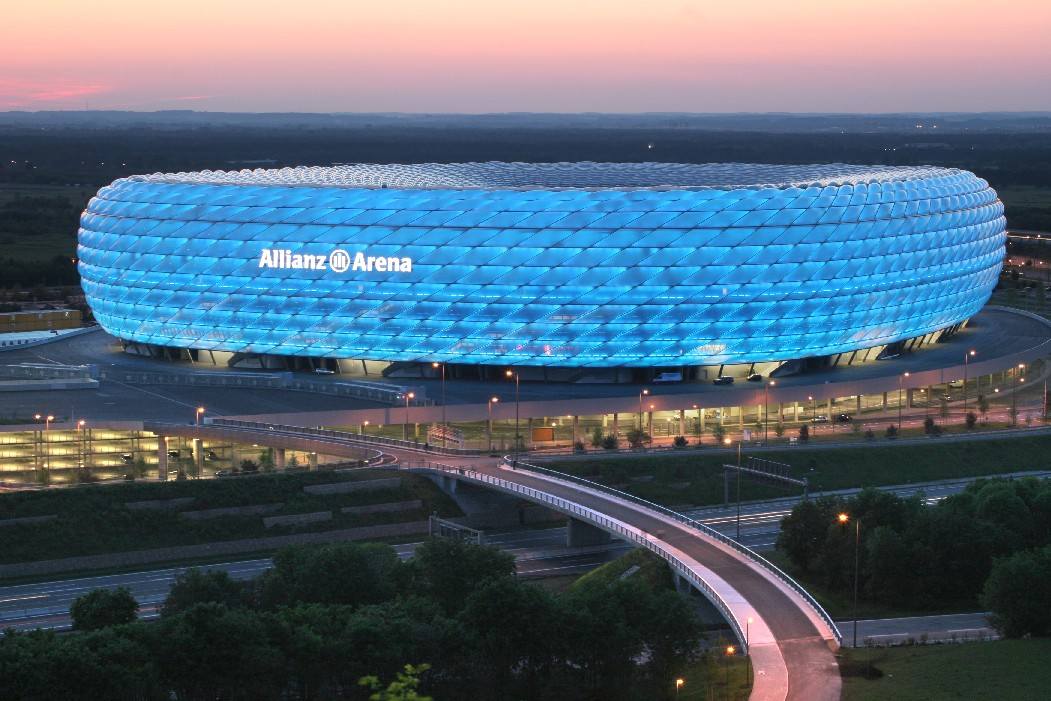
Allianz Arena, kterou navrhla společnost Herzog & de Meuron

Narodil se 8. května roku 1950 v Basileji. V roce 1977 získává diplom na ETH v Curychu, kde se následně stal asistentem profesora Dolfa Schnebliho. Následující rok zakládá společně s Jacquesem Herzogem vlastní architektonickou kancelář Herzog & de Meuron. Společnost vytvořila návrhy ke spoustě budov a stadionů. Během života byl profesorem na Harvardově univerzitě a poté i na Tulanově univerzitě. V roce 2002 se vrací pracovat na ETH, kde i zůstal.